# 蒙勒维尼奥布勒
蒙勒维尼奥布勒（法語：Mont-le-Vignoble，法語發音：[mɔ̃ lə viɲɔbl]）是法国默尔特-摩泽尔省的一个市镇，属于图勒区。

## 地理
蒙勒维尼奥布勒（48°36'47"N, 5°50'26"E）面积4.12 平方千米，位于法国大東部大區默尔特-摩泽尔省，该省份为法国东北部内陆省份，是洛林的一部分，北邻比利时、卢森堡，北起顺时针与摩泽尔省、下莱茵省、孚日省和默兹省接壤。
与蒙勒维尼奥布勒接壤的市镇（或旧市镇、城区）包括：布莱诺莱图勒、沙尔姆拉科特、日村、图勒。

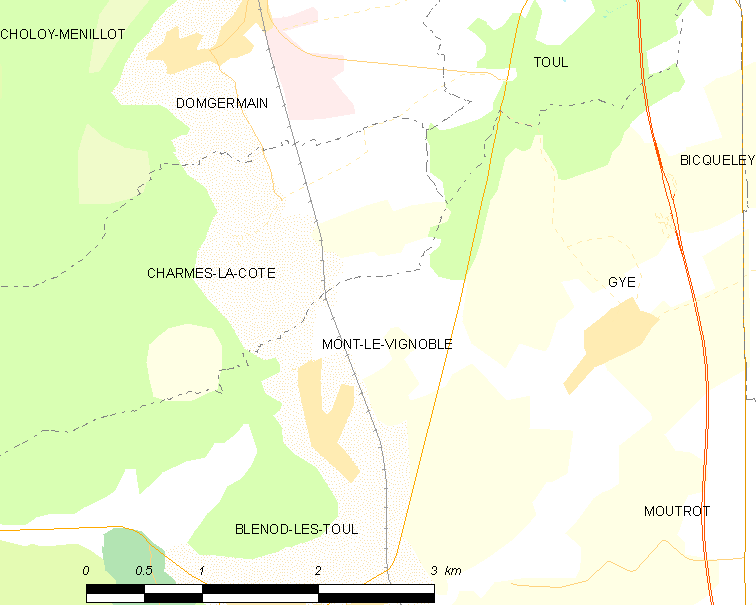
蒙勒维尼奥布勒的OSM定位图

蒙勒维尼奥布勒的时区为UTC+01:00、UTC+02:00（夏令时）。

## 行政
蒙勒维尼奥布勒的邮政编码为54113，INSEE市镇编码为54380。

## 政治
蒙勒维尼奥布勒所属的省级选区为梅讷欧桑图瓦县。

## 人口

1962-2008年间蒙勒维尼奥布勒人口变化图示

蒙勒维尼奥布勒于2022年1月1日时的人口数量为415人。